# Michael Howard (storico)
Sir Michael Eliot Howard (Ashmore, 29 novembre 1922 – 30 novembre 2019) è stato uno storico britannico, già titolare della cattedra "Chichele" di storia militare, socio emerito dell'All Souls College, regio professore di storia moderna presso l'Università di Oxford, titolare della cattedra "Robert A. Lovett" di storia militare e navale dell'Università Yale e fondatore del Dipartimento di studi di guerra del King's College di Londra.
È noto per l'espansione della storia militare al di là dell'analisi delle campagne e delle battaglie tradizionali esaminando il significato sociologico della guerra ed è stato descritto dal Financial Times come "il più grande storico vivente della Gran Bretagna".

## Biografia
Howard è nato nel villaggio di Ashmore, nel Dorset, il 29 novembre 1922. Era il figlio più giovane di Geoffrey Howard e di Edith (nata Edinger). È stato istruito al Wellington College e al Christ Church dell'Università di Oxford. Prima di entrare in quest'ultimo ha svolto il servizio militare nella seconda guerra mondiale. Si è laureato con un Bachelor of Arts nel 1946 che successivamente, nel 1948, è stato promosso a Master of Arts.
Il 4 dicembre 1942 è entrato nell'Esercito Britannico come sottotenente nelle Coldstream Guards. Gli è stato dato il numero di servizio 253901. Ha combattuto nella campagna d'Italia con il 3º battaglione delle Coldstream Guards partecipando allo sbarco di Salerno nel settembre del 1943. Il 27 gennaio 1944, durante la battaglia di Montecassino, è stato insignito della Military Cross "in riconoscimento del coraggioso e distinto servizio in Italia".
Dopo Oxford, Howard ha iniziato la sua carriera di docente al King's College di Londra dove ha creato il Dipartimento di studi di guerra. Dalla sua posizione al King's College è stato uno dei più influenti studiosi dello sviluppo degli studi strategici, una disciplina che ha riunito studi di governo e militari e ha portato il mondo accademico a pensare alla difesa e alla sicurezza nazionale più ampiamente e profondamente di quanto era stato fatto prima in Gran Bretagna. È stato uno dei fondatori dell'Istituto internazionale per gli studi strategici. Grazie alla sua famiglia, all'educazione e al servizio militare ha molti collegamenti con i livelli più alti della società britannica e li lavora con astuzia per approfondire i suoi obiettivi intellettuali. Ha avuto stretti legami con il Partito Laburista ma è stato anche consigliere di Margaret Thatcher.

## Storiografia
Howard è meglio conosciuto per aver espanso lo studio della storia militare al di là dell'analisi delle campagne tradizionali e delle battaglie per includere ampie discussioni sul significato sociologico della guerra. Nel suo racconto della guerra franco-prussiana del 1870-71, Howard ha analizzato come gli eserciti prussiano e francese riflettessero la struttura sociale delle due nazioni. È stato anche il principale interprete degli scritti del pensatore militare tedesco Carl von Clausewitz e ha curato la traduzione del saggio Della guerra con lo storico americano Peter Paret. Inoltre, sia nel discorso inaugurale che in quello conclusivo come regio professore e nella sua popolare e influente storiografia sulla guerra nella storia europea, Howard ha sottolineato la differenza tra storia e tradizione militare. Ha cercato inoltre di individuare lezioni facilmente applicabili al presente dalla storia del passato dalle guerre e dalle campagne militari. Il suo approccio sottolinea l'unicità del passato storico e l'impossibilità di derivare tali lezioni per guidare le scelte strategiche e le tattiche moderne.
Nel 1985 ha tenuto la lezione Huizinga nella città olandese di Leida dal titolo: "1945: fine di un'era".
Howard ha contribuito a fondare il Dipartimento di studi di guerra e il Centro per gli archivi militari "Liddell Hart" del King's College. Era anche presidente emerito dell'Istituto internazionale per gli studi strategici, che ha anche contribuito a creare, ed era socio della British Academy. Nel 1988 è stato eletto membro dell'Accademia reale svedese di scienze militari.

## Vita personale
Dal 2006 era legato con un'unione civile a Mark Anthony James.

## Opere
- The Coldstream Guards, con John Sparrow, 1920 - 1946, 1951.
- Disengagement in Europe, 1958.
- The Franco-Prussian War: The German Invasion of France, 1870–1871, 1961. Ripubblicato da Methuen, 1981.  ISBN 0-416-30750-7 OCLC 8008934
- Lord Haldane and the Territorial Army, 1967.
- The Mediterranean Strategy in the Second World War, 1967.
- Grand Strategy, August 1942 – September 1943, Volume IV, Grand Strategy series, History of the Second World War (1970)
- Studies in War and Peace, 1970.
- The Continental Commitment: The Dilemma of British Defence Policy in the Era of Two World Wars, 1972.
- War in European History, 1976 [ultima edizione rivista, 2009]. ISBN 0-192-89095-6 OCLC 251597992
- Carl von Clausewitz, On War, 1977, edito e tradotto da M. E. Howard e Peter Paret.
- Soldiers and Governments: Nine Studies in Civil Military Relations, 1978.
- War and the Liberal Conscience, 1978 [nuova edizione, 2008].
- Restraints on War: Studies in the Limitation of Armed Conflict, 1979 edito da M. E. Howard.
- Clausewitz, 1983 [in origine un volume nella Oxford University Press della serie "Past Masters", ristampato nel 2000 come Clausewitz: A Very Short Introduction]. ISBN 0-192-87608-2 OCLC 8709266
- The Causes of War Harvard University Press; 2ª edizione (1º gennaio 1984)
- Strategic Deception in World War II, 1990, (Volume 5 di British Intelligence in the Second World War; serie edita da F. H. Hinsley; Cambridge University Press). ISBN 0-521-40145-3
- The Lessons of History, 1989.
- The Laws of War: Constraints on Warfare in the Western World, edito da M. E Howard, George J. Andrepoulous e Mark R. Schulman. ISBN 0-300-05899-3 OCLC 30473599
- The Invention of Peace, 2000.
- The First World War, 2003 [ristampato come The First World War: A Very Short Introduction, 2007].
- Captain Professor: A Life in War and Peace (autobiografia), 2006 ISBN 0-826-49125-1 OCLC 64313950
- Liberation or Catastrophe?: Reflections on the History of the 20th Century, 2007

## Premi e riconoscimenti
- Duff Cooper Prize: 1962 vincitore con The Franco-Prussian War[9]
- Wolfson History Prize: 1972 vincitore con The Grand Strategy: August 1942 – September 1943[10]